# Злічин (станція метро)
50°03′13″ пн. ш. 14°17′26″ сх. д. / 50.05361° пн. ш. 14.29056° сх. д.
Злічин (чеськ. Zličín) — кінцева станція Празького метрополітену. Розташована за станцією «Стодулкі».
Станція була відкрита 11 листопада 1994 року у складі пускової дільниці лінії B «Нове Бутовіце»—«Злічин».

## Характеристика станції
Станція колонна, трипрогінна, наземна-крита. Розташована в наземному «павільйоні», при цьому одна з колійних стін цегляна, інша — скляна.

## Вестибюль
Єдиний вестибюль станції виходить до автовокзалу.

## Колійний розвиток
За станцією розташовуються оборотний тупик і електродепо «Злічин». У в'їзду на територію електродепо відходить гейт до залізничної промислової лінії.